# جامع النداء
جامع النداء وهو من مساجد بغداد الحديثة الفخمة والتي شيدت في عهد الرئيس صدام حسين، ويقع في مقاطعة الصليخ، حي الشماسية، في محلة 322، التابعة إدارياً لقضاء الأعظمية بجانب الرصافة شمال شرقي بغداد، ولقد تأسس الجامع في عام 1417هـ/1997م بتمويل من وزارة الأوقاف والشؤون الدينية سابقاً، وقد كان يعرف وقت تأسيسه بجامع يوم النداء، نسبة إلى تاريخ غزو الكويت من قبل الرئيس صدام حسين، وبعد الغزو الأمريكي للعراق عام 2003 تغيرت تسميتهِ إلى جامع (نداء الإسلام)، إلا أن الشارع البغدادي ما زال يعرفه باسم جامع النداء، وتبلغ مساحته الكلية 5000م2 ومساحة الحرم 1500م2 ويستوعب لحوالي 3000 مصل وتعلو الحرم قبة كبيرة وفيه منارتان كما يحتوي على مصلى للنساء ومنزل للإمام والخطيب ومنزل آخر للخادم والمؤذن وعدة غرف للحرس وغرفة مكتبة وقاعة للمناسبات ومخزن ومغسل للموتى، وتقام فيهِ حالياً صلاة الجمعة وصلاة العيدين والصلوات الخمس، ويبلغ عدد المصلين في صلاة الجمعة حوالي 500 مصل بينما لا يتجاوز العدد 50 مصل في الصلوات الأخرى.